# 哥伦比亚广播公司实验室
哥倫比亞廣播公司实验室（英語：CBS Laboratories或CBS Labs），后来改称哥倫比亞廣播公司科技中心，是哥伦比亚广播公司的科技研发组织。实验室创造的革新包括许多应用于广播、工业和消费者之上的创造性技术。

CBS Laboratories标志

## 历史
- 1936年：哥伦比亚广播公司实验室在纽约成立，为哥伦比亚广播公司及外部委托方开展科研活动
- 1958年：实验室从纽约麦迪逊大街迁往康涅狄格州斯坦福
- 1958年：推出立体声密纹唱片（LP）
- 1959年：推出CBS Audimax I Audio Gain Controller
- 1967年：宣布电子影像录制（Electronic Video Recording）技术
- 1960年代：推出CBS Volumax Audio FM Peak Limiter
- 1968年：开发出用于国家政治会议的Minicam
- 1971年：实验室主席Peter Carl Goldmark退休
  - Renville H. McMann成为CBS实验室主席
  - CBS实验室科学家伽博·丹尼斯因其在全息摄影上的成就获得诺贝尔物理学奖
- 1975年：哥伦比亚广播公司实验室重组
  - 产业部被Thomson-CSF收购，McMann成为副产品
  - 公司核心的研发部门被更名为哥伦比亚广播公司科技中心（CBS Technology Center，CTC）
  - Benjamin B. Bauer被提拔为副主席及CTC总经理
- 1978年：Actiontrak系统Digital Noise Reducer（数码噪音削减器）中脱离
- 1979年：Bauer逝世后，RCA Videodisc研发主管Donald S. McCoy被聘为CBS科技中心总经理
- 1986年：羅倫斯提許接管哥伦比亚广播公司并关闭哥伦比亚广播公司科技中心

## 时间不详的研究成果
- 双子星座飞船语音记录器
- Vidifont，字幕机
- CBS Loudness Meter和Loudness Control
- CBS NetALERT，广播网络信号系统
- CBS DisComputer，唱片母带系统
- Gulbransen Equinox 380，微处理器控制的键盘乐器
- Venture One家中购物尝试期间的音乐键盘演出的互动式下载
- CX，LP噪音削减系统
- FMX，FM噪音削减系统

## 艾美奖项
- 1970-1971年：色彩修正器
- 1972-1973年：CMX 600 Non-Linear Video Tape Editing System（CMX 600非线性录像带编辑系统，由CBS/Memorex下属的CMX Systems公司开发）
- 1974-1975年：Electronic News Gathering System（电子新闻采集系统）
- 1977-1978年：Digital Noise Reducer（数码噪音削减器）
- 1980-1981年：Digital Electronic Still Store System
- 1988-1989年：Single Camera Editing System
- 1991-1992年：（AB Dick、CBS实验室和Chyron；联合受奖）Electronic Character Generation for Television
  - （CBS实验室和飞利浦；联合受奖）Triax Cable Camera Technology
- 1993年：Mini Rapid Deployment Earth Terminal
- 2001-2002年：Alignment Color Bar Test Signal for Television Picture Monitors